# Hercules Bay
Die Hercules Bay ist eine Bucht an der Nordküste Südgeorgiens. Sie liegt 1,5 km westnordwestlich des Kap Saunders.
Norwegische Walfänger benannten sie nach dem Walfangschiff Hercules, mit dem sie die Bucht besuchten.